# Oncologia veterinária
Oncologia veterinária é uma subespecialidade da medicina veterinária que lida com o diagnóstico de câncer e o tratamento em animais. O câncer é uma das principais causas de morte em animais de estimação. Em um estudo, 45% dos cães que alcançaram de 10 anos ou mais de idade, morreram de câncer.
Tumores de pele são os tipos mais frequentemente diagnosticados em animais domésticos, por duas razões: 1. a constante exposição da pele do animal ao sol e ao ambiente externo, 2. os tumores de pele são fáceis de serem vistos e diagnosticados, porque eles estão do lado de fora do animal.
A literatura da Medicina Veterinária ela é ampla ao relacionar o aumento da longevidade de animais mesmo com o aumento de doenças complexas. Dessa forma, o avanço do câncer em países desenvolvidos onde o desenvolvimento da tecnologia diagnostica e terapêutica e a oferta de rações balanceadas estão a alguns passos a frente. Segundo o professor Andrigo Barboza de Nadi do Departamento de Clinica e Cirurgia Veterinária da UNESP, o Brasil tem o desafio de combater o câncer principalmente de mama nos cães. 
A pesquisadora da UNESP Mirela Tinucci apresentou em um congresso a palestra: " Experiência com o uso da fosfoetanolamina em neoplasia de cães" e afirma que hoje o objetivo é tornar o câncer uma doença crônica, pois a cura parece distante. Segundo alguns testes clínicos preliminares, a fosfoetanolamina aparenta ser promissora como tratamento complementar da doença nos animais, alguns desses testes mostram que ela desacelerou a expansão de alguns tumores. 

## References
1. ↑  Withrow, Stephen J. "Why worry about cancer in pets?" in Withrow, Stephen J., and MacEwen, E. Gregory, eds.
2. ↑  Tumors of the Skin and Soft Tissues: Introduction, The Merck Veterinary Manual http://www.merckvetmanual.com/mvm/index.jsp?cfile=htm/bc/72200.htm&word=neoplasm
3. ↑  TINUCCI COSTA, M.
4. ↑  «EFEITOS ANTIPROLIFERATIVOS E APOPTÓTICOS DA  FOSFOETANOLAMINA SINTÉTICA NO MELANOMA B16F10.» (PDF) line feed character character in |titulo= at position 45 (ajuda)